# Etimazja

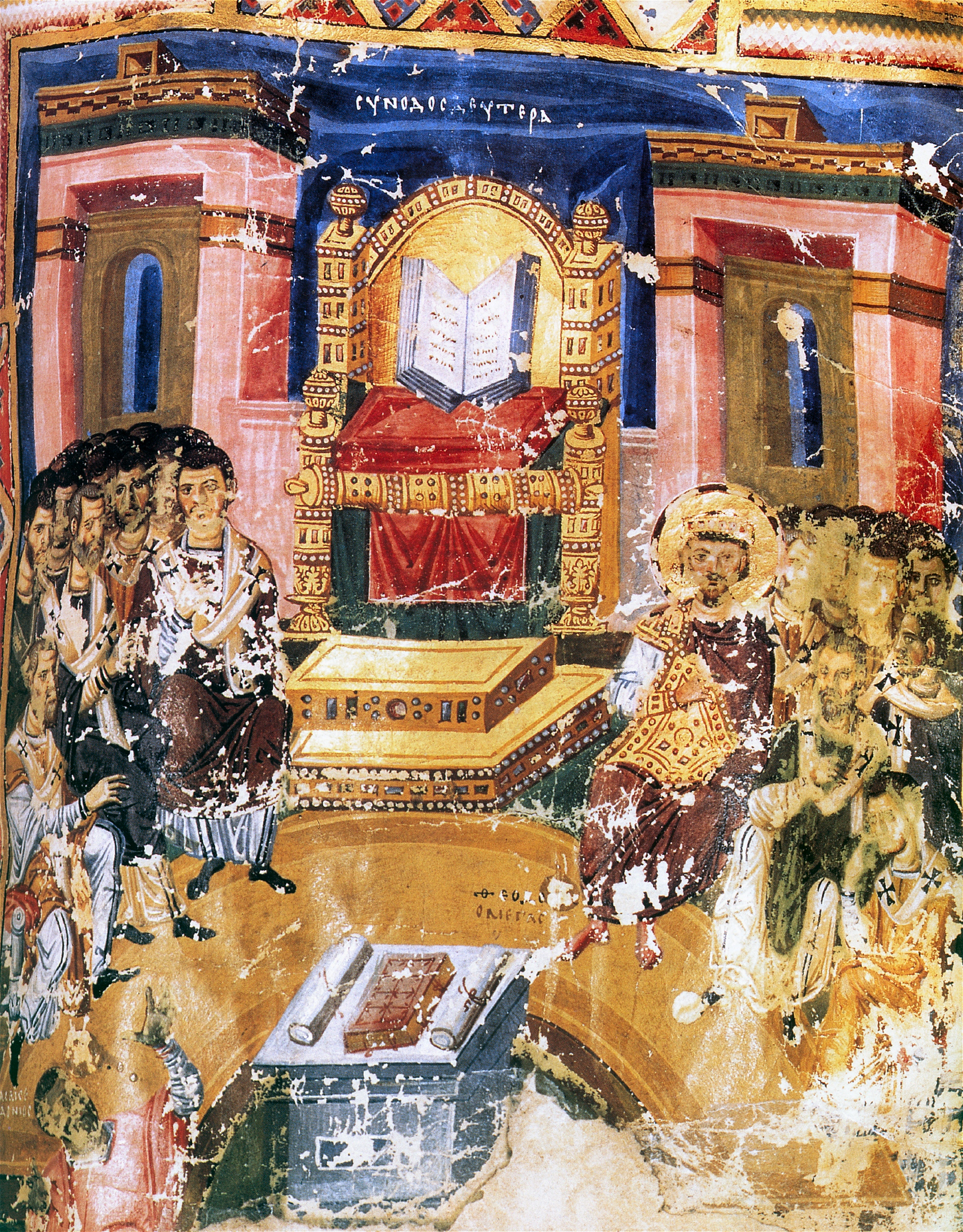
Ilustracja z IX w. wydania Mów teologicznych św. Grzegorza z Nazjanzu (330–390). Ilustracja przedstawia obrady Soboru w Konstantynopolu. W tle etimazja.

Etimazja, hetoimasia (grec. ἑτοιμασία: przygotowanie) – w ikonografii chrześcijańskiej symboliczny motyw pustego tronu przygotowywanego na paruzję, ponowne przyjście Jezusa Chrystusa. Najczęściej przedstawiany wraz z wizerunkiem Baranka, Gołębicy, a także Księgą życia lub zwojem, purpurowym płaszczem, koroną czy narzędziami Męki. Etimazja jest także odczytywana jako symbol zbawienia.